# 刺梗蔷薇
刺梗蔷薇（学名：Rosa setipoda）为蔷薇科蔷薇属下的一个种。

## 扩展阅读
- 維基物種上的相關：刺梗蔷薇